# Vinci Vogue Anžlovar
Vinci Vogue Anžlovar (Liubliana, 19 de octubre de 1963-1 de diciembre de 2024) fue un cineasta esloveno.     

## Carrera artística
Dirigió "La abuela va al sur" (esloveno: Babica gre na jug), el primer largometraje en la Eslovenia independiente. En 2009, fue galardonado por los premios Víctor de los medios de comunicación, por su película El vampiro de Gorjanci (Esloveno: Vampir z Gorjancev; siendo Gorjanci una cadena montañosa en el sureste de Eslovenia)

## Filmografía
- 1991 Babica gre na jug
- 1993 Gypsy Eyes
- 2001 Poker
- 2008 Vampir z gorjancev